# ひっつき虫

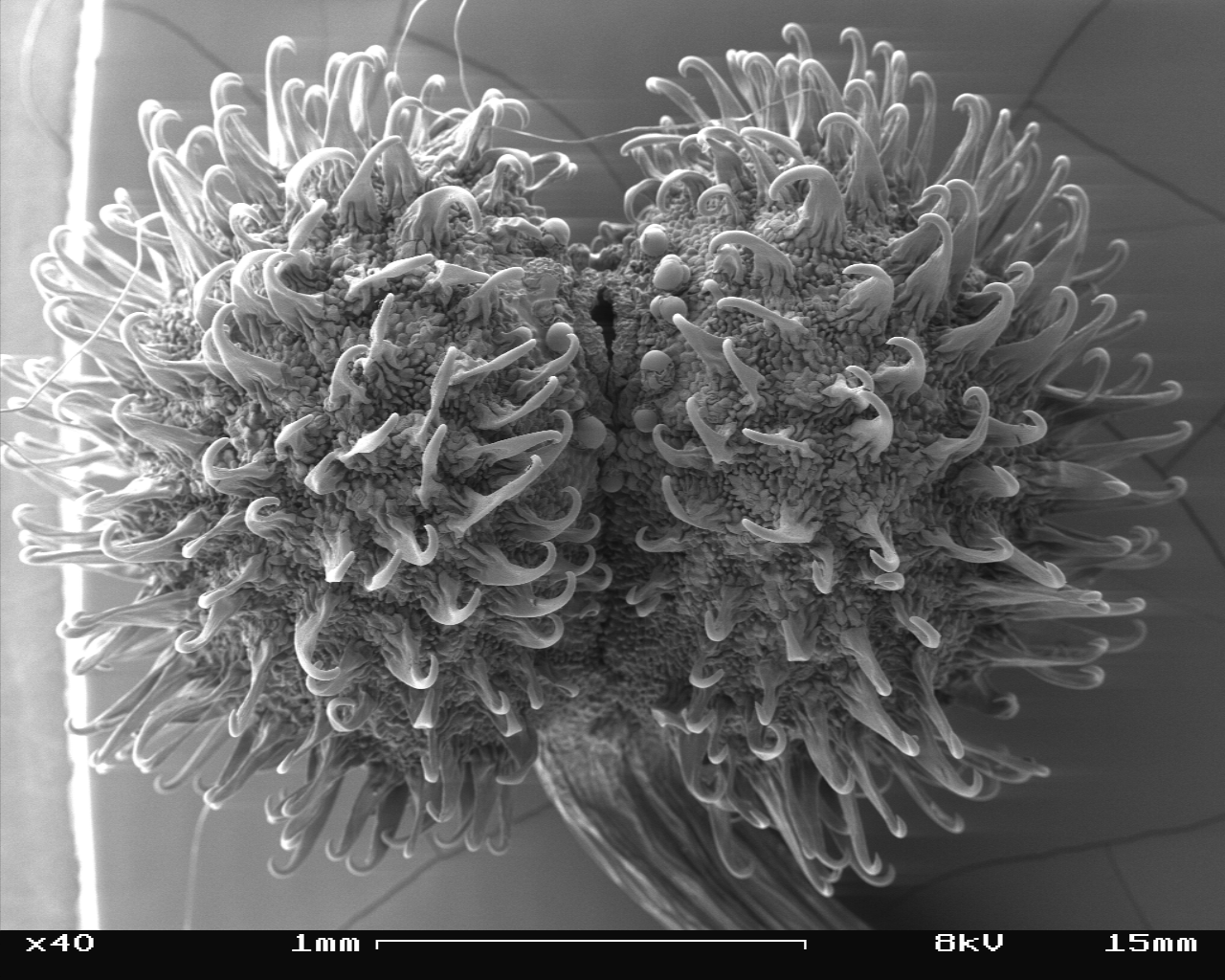
シラホシムグラの種子を走査型電子顕微鏡]で40倍に拡大した図。ひっかけるフックが確認できる。

ひっつき虫（ひっつきむし）は、動物の体やヒトの衣類に張り付いて分布域を広める種子散布様式をもつ植物の種子（果実）の俗称。表面に独特の構造（フックや逆さトゲなど）または粘液をもつ。くっつき虫ともいう。広島ではひっつきもっつき、秋田ではあばづぎ、広い地域でばか、どろぼうなどの呼び名がある。英語ではburもしくはburrと呼ばれる
運ばれるのは種子そのものではなく、散布体としての果実や、あるいは小穂である場合が多い。しかしたいてい果肉は薄く、日常感覚では種子と捉えられるものが多いため、ここでは区別なく一括して種子として説明する。
通常、植物は自ら動くことができないため分布域を広げることができるのは花粉か種子のときに限られる。ひっつき虫は動物（哺乳類の毛、鳥類の羽毛）やヒトの衣類にくっついて分布域を広める草の種子である。付着の程度は簡単に払い落とせるものから比較的強力なものまである。山林や原野などを歩いたあとに、衣服や動物の体にこれらの種子が引っかかっていることが多い。動物側には利益はなく、場合によっては付着装置である針や鉤によっていやな思いをしたり、傷がつくこともある。

## くっつく仕組み

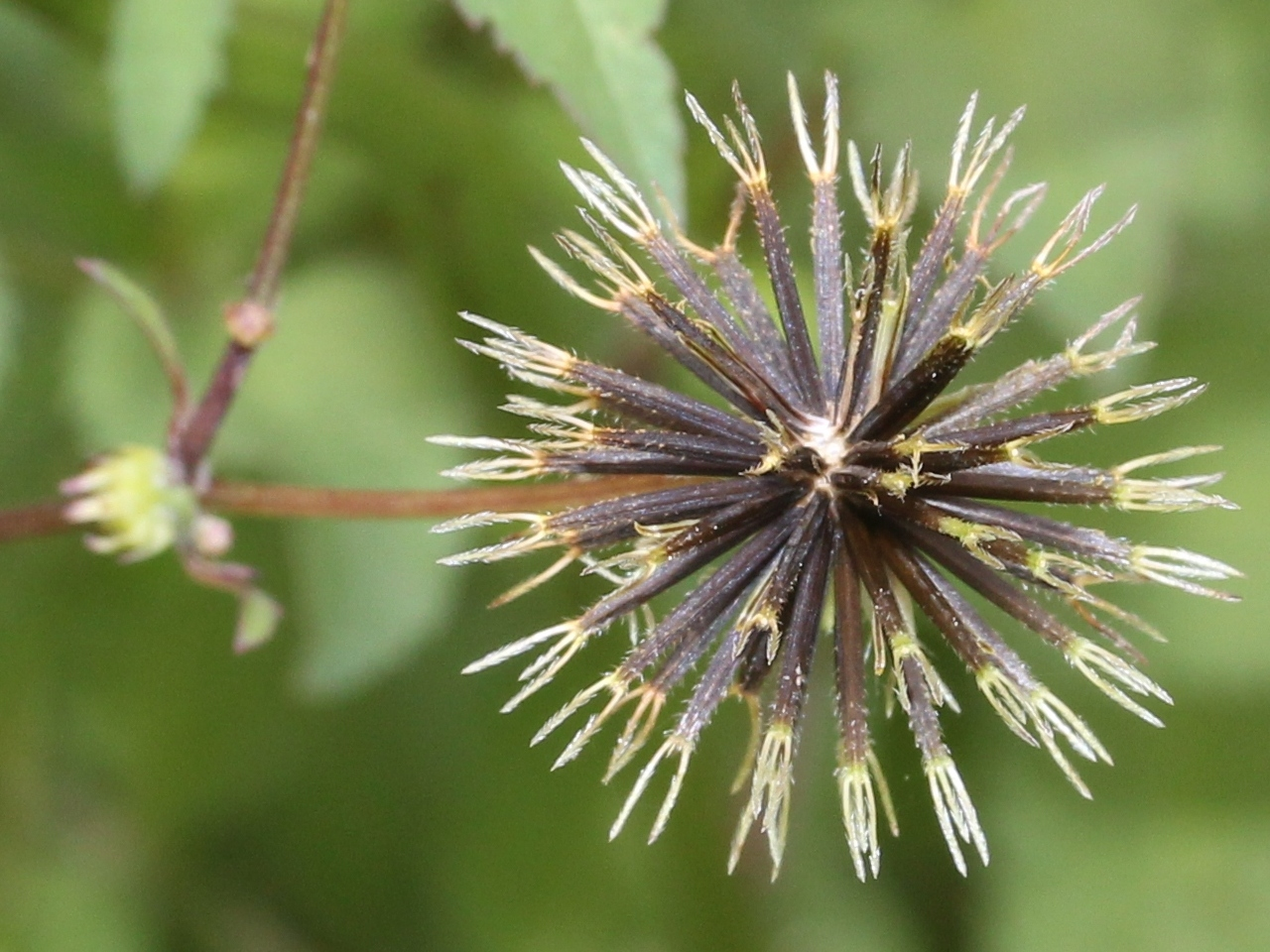
コセンダングサの逆さとげ

くっつくための仕組みにも、さまざまなものがある。ダイコンソウ（バラ科）のように複数の構造をもつものもある。
鉤を持つもの
表面に突き出した針の先が鉤になっていて、それによって引っ掛かるもの。
（例） オナモミ属（キク科）、ヤブジラミ属（セリ科）、キンミズヒキ（バラ科）、ハエドクソウ（ハエドクソウ科）、クリノイガ（イネ科）など。
細かい鉤が密生するもの
種子の端や表面にごく小さな鉤が並んでいて、面ファスナーのように張り付くもの。
（例）ヌスビトハギ属（マメ科）、ヤエムグラ（アカネ科）など。
逆さとげを持つもの
逆向きのとげのある突起によって引っ掛かるもの。
（例）センダングサ属（キク科）、チカラシバ・ササクサ（イネ科）など。
鉤になるもの
種子表面から突き出た、折れ曲がって寝た針によって引っ掛かるもの。
（例） イノコズチ属（ヒユ科）など。
粘液を出すもの
種子表面に粘液毛などを持ち、それによって粘り着くもの。
（例） メナモミ・ノブキ（キク科）、チヂミザサ（イネ科）など。

## 利用
子どもの遊びに利用されることがある。オナモミは布製の的を用いたダーツに使用される。また、フェルト生地に種子を並べて絵を作るといった遊び方もある。また、友達の洋服にくっ付けるといういたずらに使用されることもある。
なお、面ファスナーはスイスのジョルジュ・デ・メストラルが服や犬の毛に付いた野生のゴボウの実から着想を得て開発された。